# Anapra
Die Colonia Anapra (Colonia Puerto De Anapra) ist Teil der Stadt Ciudad Juárez im nördlichen mexikanischen Bundesstaat Chihuahua.
In Anapra leben ca. 25.000 Menschen, trotzdem besitzt der Stadtteil teilweise kein fließendes Wasser, keinen Strom und keine Kanalisation. Entstanden ist diese Siedlung, die direkt an der Grenze zu den USA liegt, erst in den 2000er und 2010er Jahren, als sich im Bereich der Zwillingsstädte El Paso (Texas) und Ciudad Juárez immer mehr Maquiladoras ansiedelten, die das Lohngefälle zwischen den beiden Ländern ausnützen.
Die Kriminalitätsrate ist sehr hoch.
Koordinaten: 31° 46′ N, 106° 34′ W